# Setsuo Itō
Setsuo Itō (伊藤 節生 Itō Setsuo?,  Hokkaidō, Japón, 18 de marzo de 1991) es un actor de voz japonés, afiliado a Air Agency. En la undécima edición de los Seiyū Awards, Itō ganó en la categoría de "Mejor actor nuevo" junto con sus colegas Yūma Uchida y  Yūsuke Kobayashi. Es principalmente conocido por darle voz a Shigeo Kageyama en Mob Psycho 100.

## Filmografía

### Anime
| Año  | Título                                       | Papel                                                                                 | Ref.  |
| ---- | -------------------------------------------- | ------------------------------------------------------------------------------------- | ----- |
| 2013 | Maji de Otaku na English! Ribbon-chan the TV | Participante A                                                                        |       |
| 2013 | Pupipō!                                      | Ryōhei Ameyama                                                                        | [ 4 ] |
| 2016 | Days                                         | Minami                                                                                |       |
| 2016 | Mob Psycho 100                               | Shigeo Kageyama                                                                       | [ 3 ] |
| 2017 | Alice to Zōroku                              | Cameraif, Choco House                                                                 |       |
| 2017 | Duel Masters Trading Card Game               | Kōji Seno                                                                             |       |
| 2017 | Anime-Gatari                                 | Kai Musashisakai                                                                      |       |
| 2017 | Yōkai Apartment no Yūga na Nichijō           | Estudiante E                                                                          |       |
| 2018 | Junji Ito Collection                         | Yamada                                                                                |       |
| 2018 | Captain Tsubasa                              | Ken'ichi Iwami, Kōji Nakano, Masao Nakayama, Kazushige Enomoto, Yoshida, Haruo Kaneda |       |
| 2018 | Hi Score Girl                                | Kaneda                                                                                |       |
| 2018 | Merc Storia: Yujutsushi to Suzu no Shirabe   | Nikki Obake                                                                           |       |
| 2019 | Bokutachi wa Benkyō ga Dekinai               | Estudiante C                                                                          |       |
| 2019 | Bungō Stray Dogs                             | Hombre                                                                                |       |
| 2019 | Mob Psycho 100 2                             | Shigeo Kageyama                                                                       |       |
| 2019 | Hakata Mentai! Pirikarako-chan               | Goma saba-kun, cliente                                                                |       |
| 2019 | Hoshiai no Sora                              | Shinji Sasaki                                                                         |       |

### Películas animadas
| Año  | Título          | Papel | Ref. |
| ---- | --------------- | ----- | ---- |
| 2014 | Yuto-kun ga Iku |       |      |

### OVAs
| Año  | Título                                                  | Papel           | Ref. |
| ---- | ------------------------------------------------------- | --------------- | ---- |
| 2019 | Mob Psycho 100: The First Spirits and Such Company Trip | Shigeo Kageyama |      |

### Videojuegos
- Nostalgia (2014) como Regulus
- Macross Delta Scramble (2016) como Dominique Udetto